# Trompetértrane
Trompetértrane (Grus americana) er en traneart, der lever i Canada.